# Даријуш Рекош
Даријуш Рекош (пољ. Dariusz Rekosz; 11. април 1970) је пољски књижевник, аутор књига за децу и омладину. Аутор циклуса радио-драме за децу и младе, под насловом Детективски пар - Јацек и Барбара (пољ. Detektywów para - Jacek i Barbara), издате од стране пољског Радиа БИС. Такође је писац књиге „Код Јана Матејка“ (пољ. Szyfr Jana Matejki) која је пољска пародија на Да Винчијев код. Почасни амбасадор књижевности за децу и омладину кампање Мама, ТАТА ... И сам?. Аутор је и књиге „Морс, Пинки и тајна директора Фишера“ (пољ. Mors, Pinky i tajemnica dyrektora Fiszera) која је прва у серији књига Морс, Пинки и... Лауреат је конкурса „Гдањски криминал“ (пољ. Kryminał Gdański)